# Марьяновка (Барский район)
Марья́новка (укр. Мар'янівка) — село на Украине, находится в Барском районе Винницкой области.
Код КОАТУУ — 0520280805. Население по переписи 2001 года составляет 453 человека. Почтовый индекс — 23060. Телефонный код — 4341.
Занимает площадь 1,561 км².

## Адрес местного совета
23060, Винницкая область, Барский р-н, с.Володиевцы, ул.Ленина, 4